# Типови личности
Типови личности су обрасци, модели личности, који служе за разврставање, према неким сличним особинама, иначе међусобно различитих индивидуа. Једна од најпознатијих је Јунгова класификација, према оријентацији либида, на спољашње објекте и стварност (екстраверзија) или на унутрашње субјективне постојеће садржаје (интроверзија).